# Al-Mughayyir (Jenin)
Al-Mughayyir (àrab: المُغير, al-Muḡayyir) és una vila palestina de la governació de Jenin a Cisjordània al nord de la vall del Jordà, a 12 kilòmetres al sud-oest de Jenin. Segons el cens de l'Oficina Central Palestina d'Estadístiques (PCBS), Al-Mughayyir tenia 2.240 habitants en 2007, exclusivament musulmans.

## Història
En 1882 el Survey of Western Palestine del Fons per a l'Exploració de Palestina descriu el poble com «un petit lloc al cim del turó rocós. El subministrament d'aigua és per mitjà de cisternes d'aigua de pluja. Les cases són de pedra i fang.» En el cens de Palestina de 1922 elaborat per les autoritats del Mandat Britànic de Palestina, Mughair tenia 94 musulmans, incrementats en el cens 1931 a 156 musulmans, en un total de 31 llars.
En 1945 la població era de 220 musulmans, amb un total de 18,049 dúnams de terra, segons una enquesta oficial de terra i població. D'aquests, 711 dúnams eren usats com a plantacions i terra de rec, 5,487 dúnams per a cereals, mentre que 6 dúnams eren sòl edificat.
Com a conseqüència de la guerra araboisraeliana de 1948, i després dels acords d'armistici araboisraelians de 1949, Al-Mughayyir van passar a pertànyer a Jordània i després de la guerra dels Sis Dies de 1967, ha estat sota domini israelià.